# Jörgen Ringnis
Jörgen Ringnis, auch Jörgen Billedsnider († 2. Mai 1652 in Nakskov) war ein dänischer Kunsttischler und Bildschnitzer.

## Leben
Die genauen Herkunftsdaten von Jörgen Ringnis sind nicht bekannt. Aufgrund seines Namens wird jedoch in der Literatur vermutet, dass er aus Rinkenæs an der Flensburger Förde stammte und ein Schüler des in Flensburg bis 1626, dann in Kopenhagen tätigen Bildschnitzers Heinrich Ringerink war. Als Bildschnitzer wirkte Ringnis ab 1630 hauptsächlich auf den dänischen Inseln Lolland und Falster, wo er ausweislich seiner Rechnungen 1631 in Maribo und seit 1638 in Nakskov wohnte und arbeitete. Erhalten sind 23 Kanzeln und acht Altaraufsätze in den Kirchen der Region, die an ihrem formal gehaltenen Aufbau im Stile der Spätrenaissance verbunden mit einer manieristischen Ornamentik im Knorpelstil gut erkennbar sind. Hinzu kommen Orgelemporen, Taufen und Chorschranken.

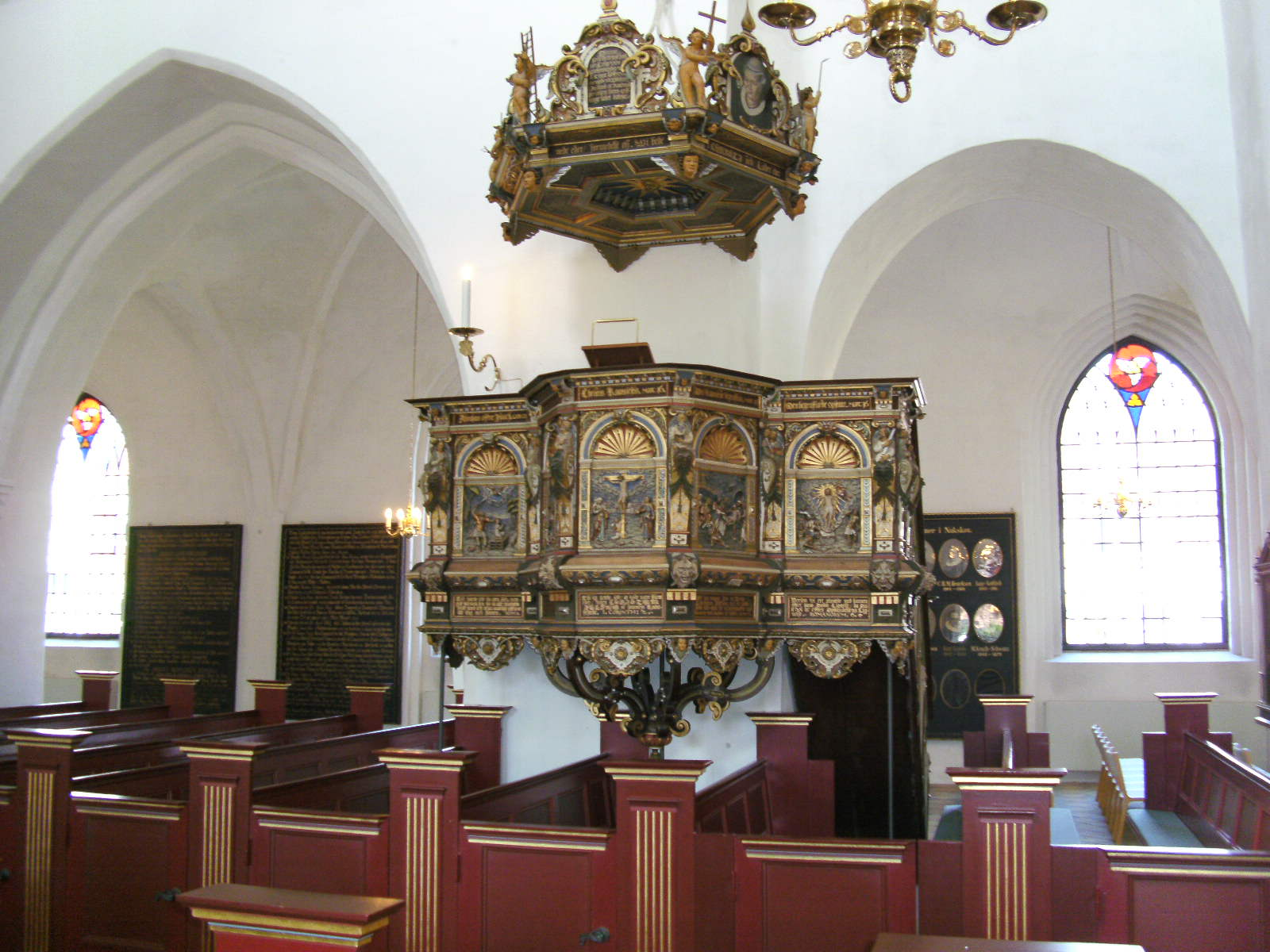
Kanzel in Nakskov (1630)
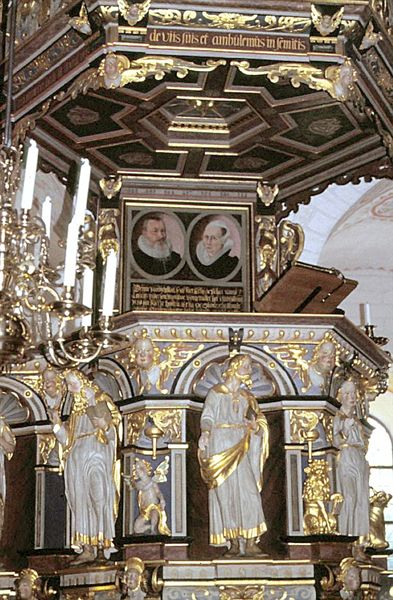
Kanzel in Stubbekøbing (1634)
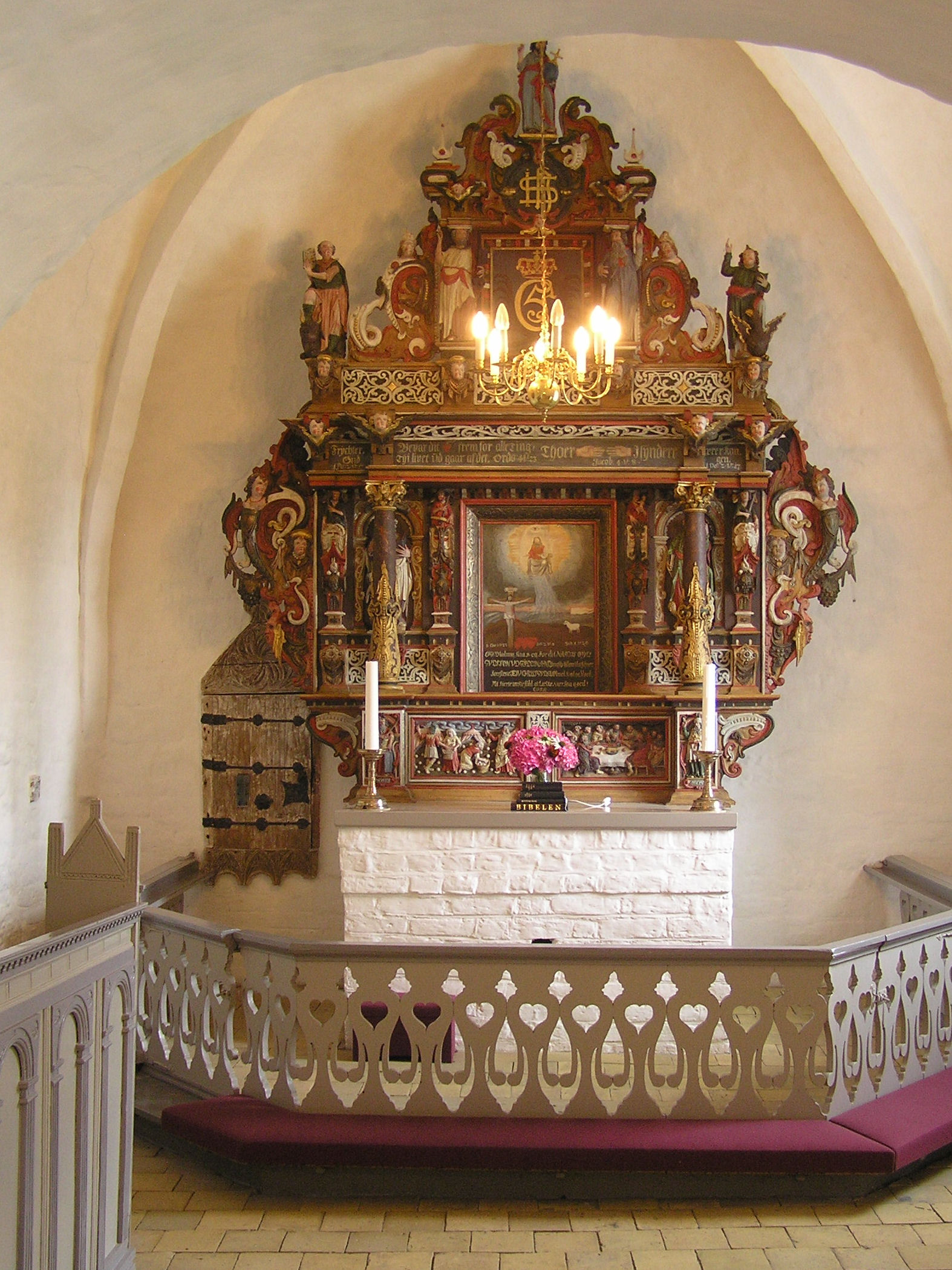
Altartafel in Torkilstrup (1650)
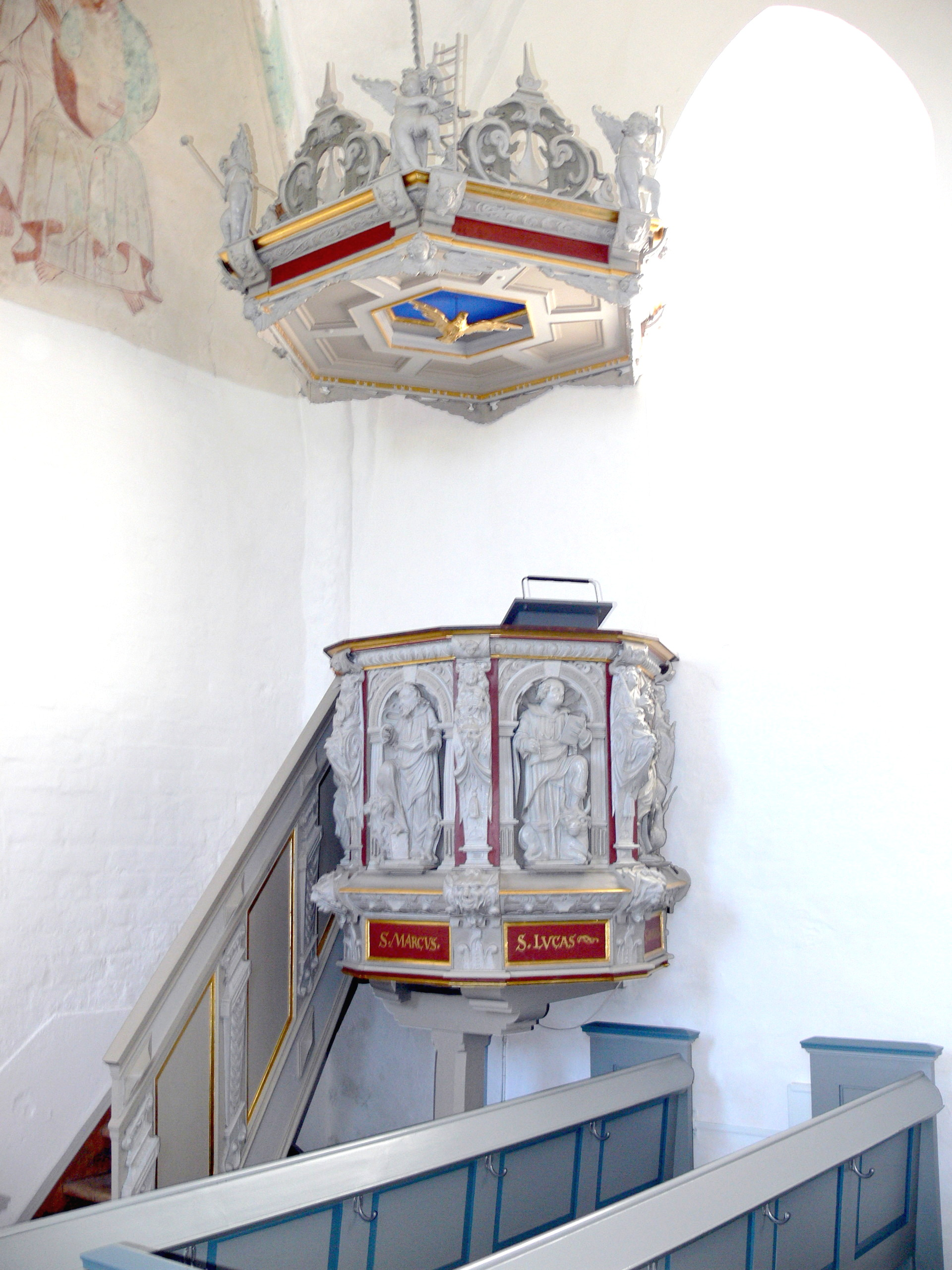
Kanzel in Nørre Alslev (1643)